# Карлош Кейрош
Вижте пояснителната страница за други личности с името Карлош.
Карлош Мануел Брито Леал Кейрош (на португалски: Carlos Manuel Brito Leal Queiroz) е португалски футболист и треньор.

## Кариера

### Кариера като футболист
Между 1968 и 1974 година играе на позицията на вратар за Феровирарио де Нампула.

### Кариера като треньор
През 1984 г. е назначен за селекционер на младежкия национален отбор на Португалия, с който става световен шампион през 1989 и 1991 г. Добрите му резултати не остават незабелязани, и през 1991 поема и мъжкия отбор. След като обаче не успява да класира Мореплавателите на Световното първенство през 1994, Кейрош е уволнен. След това за два сезона е начело на Спортинг Лисабон. През 1996 за кратко води Ню Йорк Метростарс, преди да поеме японския Нагоя Грампус. Между 1998 и 2002 е национален селекционер на Южна Африка и Обединените арабски емирства.
След като напуска националния тим на Южна Африка, Кейрош става част от щаба на сър Алекс Фъргюсън в Манчестър Юнайтед. Година по-късно наследява Висенте дел Боске в Реал Мадрид. Последвалия сезон обаче се оказва един от най-слабите в историята на Кралския клуб, поради който Кейрош е уволнен. Последва ново завръщане в Манчестър Юнайтед. Помощник треньор на Червените дяволи е в продължение на още четири години. През 2008 заменя Луиш Фелипе Сколари на кормилото на Португалия. Вторият му период като треньор на Мореплавателите се оказва по-успешен от първия, и отбора се класира на Световното първенство през 2010 година. На мондиала Португалия достига до 1/8-финалите, където губи от бъдещия световен шампион Испания. Уволнен е след последвалите слаби резултати.
От 4 април 2011 г. е треньор на иранския национален отбор. Под негово ръководство тимът се класира на световните първенства през 2014 и 2018.

## Успехи

### Като треньор
Португалия до 20 г.
- Световен шампион (2): 1989, 1991

 Спортинг Лисабон
- Носител на Купата на Португалия (1): 1994/95
- Носител на Суперкупата на Португалия (1): 1995

 Нагоя Грампус
- Финалист за Купата на Азия (1): 1996/97

 Реал Мадрид
- Носител на Суперкупата на Испания (1): 2003